# Małobądz (Bolesław)
Małobądz ist eine Ortschaft mit einem Schulzenamt der Gemeinde Bolesław im Powiat Olkuski der Woiwodschaft Kleinpolen in Polen.

## Geschichte

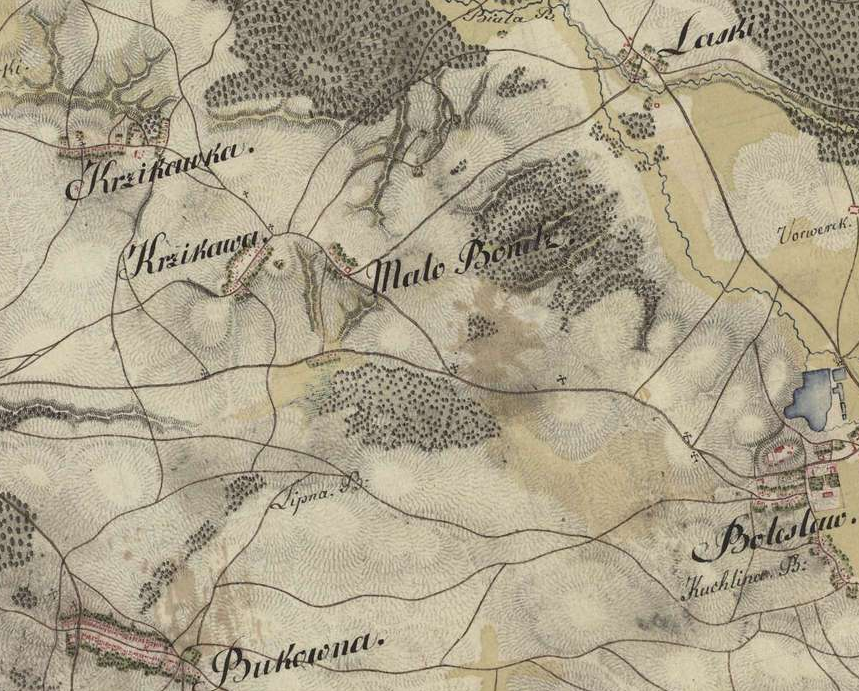
Małobądz und die Umgebung auf der österreichischen Karte von Friedrich von Mieg (1779–1783)

Die Bebauungen der Orte Małobądz, Krzykawa und Krzykawka sind heute verschmolzen entlang des gleichen Wegs. Krzykawa und Krzykawka wurden schon im 14. Jahrhundert erwähnt, Małobądz erstmals im 18. Jahrhundert.
Der Ortsname ist vom altpolnischen Personennamen *Małobąd (mały – klein, -bąd = będę, być – sein, vergleiche Wszebąd, Zdziebąd) abgeleitet.
Die Orte gehörten zum Königreich Polen (ab 1569 in der Adelsrepublik Polen-Litauen), Woiwodschaft Krakau, Kreis Krakau bzw. Proszowice.
Bei der dritten Teilung Polens wurde Małobądz 1795 Teil des habsburgischen Kaiserreichs. In den Jahren 1807–1815 gehörte das Dorf zum Herzogtum Warschau, 1815 bis 1918 wurde es  Teil des Kongresspolens.
1918, nach dem Ende des Ersten Weltkriegs wurde Małobądz Teil Polens. Beim Überfall auf Polen 1939 wurde das Gebiet von den Deutschen besetzt und dem Landkreis Ilkenau im neuen „Ostoberschlesien“ zugeordnet.
Von 1975 bis 1998 gehörte Małobądz zur Woiwodschaft Katowice.

## Religion
Małobądz ist der Sitz der Pfarrgemeinde Krzykawa-Małobądz der Polnisch-Katholischen Kirche (der Altkatholischen Kirche in Polen) für ungefähr 1000 Mitglieder, die 1988 aus der Pfarrei in Bolesław ausgegliedert wurde. Es ist auch der Sitz des „schlesischen“ Dekanats der Diözese Krakau-Tschenstochau, das auch die Pfarreien in Bukowno, Rokitno Szlacheckie, Strzyżowice, Libiąż, Sosnowiec und Częstochowa mit um 2500 Polnisch-Katholiken umfasst (trotz des Namens liegen alle Pfarreien im historischen Kleinpolen).